# MRAP
MRAP（英語：Mine Resistant Ambush Protected、エムラップ、耐地雷・伏撃防護車両）は、アメリカ国防総省がイラク駐留軍やアフガニスタン駐留軍に配備するために大量購入した装輪装甲車輌の一群である。
イラクで多発したIEDや路肩爆弾などを使用した強力な爆発から、輸送車列やパトロール車輌に搭乗するアメリカ軍兵士を守ることを目的に取得された装輪装甲車輌が、2007年からイラクへの配備が開始された。また、IEDによる攻撃手法はアフガニスタンへも持ち込まれ、国際治安支援部隊（ISAF）にも被害が拡大したため、同様の対応がとられた。
現在進められているMRAP-I計画では車輌の用途によってカテゴリー1-3に分けられている。MRAP-I計画と同時平行されているMRAP-II計画によって新たな耐爆性（Blast-resistant）を備えた装輪装甲車輌の開発も行なわれた。
米軍のイラクでの任務縮小やアフガニスタン撤退に伴い、アメリカ合衆国の警察などへ約1100台（2020年時点）が無料払い下げされ運用されているが、軍隊仕様のため維持費が高いなどの問題点も指摘されている。

## イラク駐留軍の状況

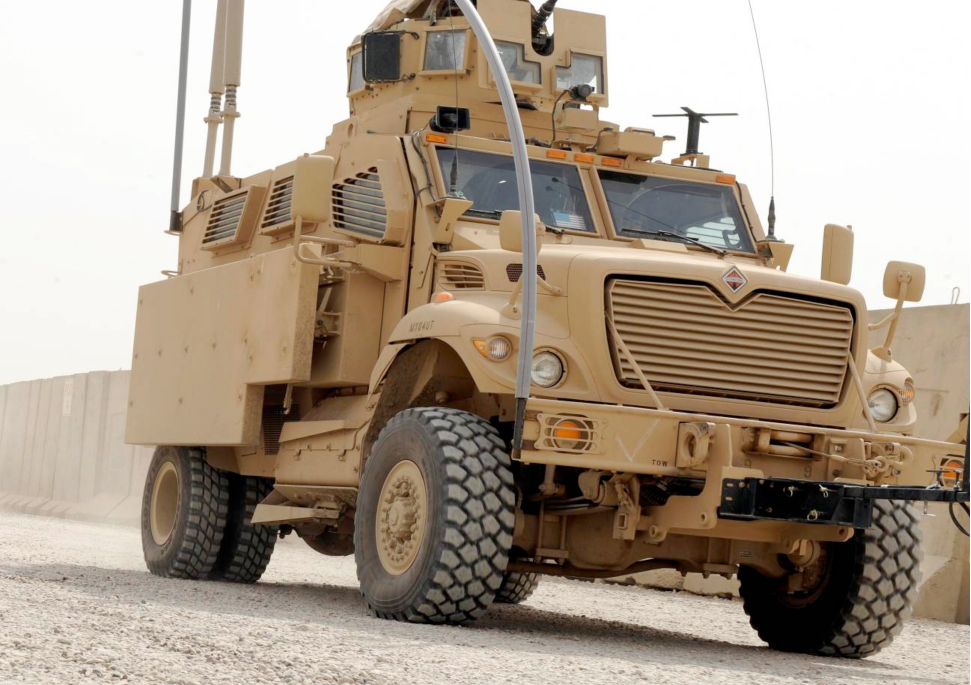
車体側面に増加装甲を装着したマックスプロ・プラス

イラク駐留開始されてから2009年初頭に至るまで、イラク駐留多国籍軍兵士の最大の死傷原因は道路脇や道路地面下に仕掛けられたIEDによるものであった。
米軍の死者数は、2007年5月には1ヶ月間としては過去最高の90人を記録し、開戦時から2007年8月末までに合計3,800人になったが、IEDによる米兵の死亡者は4割以上の1,620人であった。IEDによる攻撃回数は2004年に5,607回、2005年に12,556回、2006年に30,515回、2007年は40,000回以上（見積）とされる。これら米兵への被害の多くが兵站業務を担う民間軍事会社のコンボイに随伴していた護衛の軽装甲車輌がゲリラの標的となるケースであった。
アメリカ合衆国本土では、2003年5月の戦闘終結宣言後もいつまでも続く自国兵士の損失と、戦地から伝えられるハンヴィー（HMMWV、M998四輪駆動軽汎用車）の脆弱さに対する不満のニュースによって、イラク政策に対する米政府への信頼が大きく傷付けられた。
イラク駐留部隊の将兵の多くが、必要な種類と量の装甲車輌が与えられていないと考える状況になり、国防総省でも早急な対応が迫られていたが、当初は、要求を満たした新たな装甲車輌の開発と量産が完了するまでは、既に駐留軍の保有する評判の落ちたハンヴィーの装甲化によって対応する計画であった。
ハンヴィーの装甲化によって小口径の機関銃弾程度が防げるようになるなど防護性能が向上したため、現地からの不満も一時は沈静化すると思われたが、戦車をも行動不能にするIEDに対して装甲化ハンヴィーは従来通り全く脆弱であったため死傷者数はむしろ増える傾向を示していた。米国防総省は結局、装甲化ハンヴィーだけではイラクの状況に対応できないことを受け入れて、既に始まっていたアメリカ海兵隊のMRAP計画を拡大し、イラク向けに採用することにした。

## MRAP計画とMMPV計画
MRAP計画は、当初は米海兵隊が進めていた装輪装甲車両の開発および取得の計画であり、アメリカ陸軍もほぼ同様のMMPV（Medium Mine Protected Vehicle、中型地雷防護車両）計画を進めていた。
MRAP計画が陸軍を含むイラク駐留米軍全体に対する装甲車両の緊急計画として選ばれたのは、単に陸軍のMMPV計画より進展していたからである。陸軍のMMPV計画もMRAP計画と統合されることなく現在も継続している。ただ、仮にMMPV計画が今後も継続されても、取得数への影響は避けられないと思われる。2008年にはMMPV計画によりBAEシステムズ製のRG-33が選定され、総計2,500両が調達される予定である。

## 現有取得計画と新規開発計画
MRAP計画は2段階より構成される。現有取得計画であるMRAP-Iと新規開発計画であるMRAP-IIである。

### MRAP-I（現有取得計画）
MRAP-Iは、既に生産されている装甲車両を取得して、それを必要としているイラクに送る計画である。現在のMRAP-I計画では用途別に3つのカテゴリーに分けられている。
カテゴリー1
MRAP-MRUV（Mine Resistant Utility Vehicle、耐地雷汎用車輌）と名付けられた6人乗りの車輌は、市街地でのパトロールや連絡などに使用されることを目的とされている。
カテゴリー2
MRAP-JERRV（en:JERRV, Joint Explosive Ordnance Disposal Rapid Response Vehicle、統合爆発物処理即応車輌）と名付けられた10人乗りの車輌はカテゴリー1より1回り大きな車体で防護性能も高く、コンボイ車列の先頭での護衛任務や兵員輸送、傷病兵後送、戦闘工兵輸送などの任務が主な目的とされている。
カテゴリー3
爆発物処理やIED除去に特化した5人または6人乗りの車両である。
いずれのカテゴリーの車輌も路上最大速度は105km/h（65マイル/h）で不整地では8km/h（5マイル/h）の走行能力が求められており、483km（300マイル）以上の航続距離を備える必要がある。
車体の下で地雷が爆発しても装甲に穴が空かないことや、タイヤの空気が抜けても48km/h（30マイル）で48km（30マイル）以上の走行が可能なランフラット・タイヤが求められる。
ディーゼルエンジンの使用が義務付けられ、被害時にガソリンによる爆発的な燃焼を避けている。燃料には通常のディーゼル燃料以外にもJP-5やJP-8が使えることが求められている。
各カテゴリーを合わせた2007年後半の段階での発注は8,000輌程であるが、最終的な発注台数は今後も増えて、1-2万輌になると見積もられている。

### MRAP-II （新規開発計画）
2007年7月31日、米海兵隊は、爆弾などの保護能力をそれまでのMRAP-Iより向上させたMRAP-IIの開発を打ち出すと同時に生産ラインの強化を予定している。

## 例外的な調達
MRAPの大量導入を計画した当時は、イラク駐留軍とアフガニスタンで米軍兵士の死傷者数が増え続けていたため、国防総省、米陸軍、米海兵隊はIEDの攻撃から兵士を守れる車輌を1日でも早く、1台でも多くイラクに送る必要に迫られていた。そのため、通常の兵器の開発・評価・調達の手順を踏まず、性能評価もそこそこに、機種の統一も行なわずに、その時点で入手可能で少しでも使えそうなあらゆる耐爆装甲を備えた装輪装甲車を注文し、完成したものからイラクとアフガニスタンに送っていた。
受注する兵器車輌メーカー側でも、元々米軍から1,000輌単位の大量注文が短納期で入ってくることになるとは想定していなかったため、契約を交わした後で生産数が満たせないという状況が心配されていた。
装輪装甲車は、自走する兵器としては比較的、低価格な部類であるが、1万輌規模になるとさすがに巨額の発注となる。しかし、いつまでも兵士を死体で帰国させ続ければジョージ・W・ブッシュ政権のイラク政策の失敗が数字の形で明らかになることもあり、「勝てない戦争」から「負けた戦争」に変化しそうなぎりぎりの状況下で、なりふりをかまってられないほど追い詰められた末の、大量注文であった。
当初、海兵隊ではMRAP-IによってIED攻撃による被害は最大80%減らせると発表していたが、その後、イラクとアフガニスタンでのMRAP搭乗での死者は2008年1月19日まではゼロであったため、本計画の有効性がほぼ実証されたとした。しかし、被害が皆無になったというわけではない。

## 発注状況
（）内の発注主はいずれも米国の軍・政府機関。
- RG-31 Mk3：148輌（陸軍）
- RG-31 Mk5：94輌（陸軍）
- RG-31 Mk5：309輌（特殊作戦軍）
- RG-33：600輌
- RG-33：4輌+15輌（海兵隊）
- RG-33L：75輌（海兵隊）
- RG-33：16輌+170輌（特殊作戦軍）
- RG-33L：239輌（特殊作戦軍）
- RG-33L HAGA(野戦救急車仕様)：16輌（特殊作戦軍）
- ゴラン：60輌（海兵隊）
- ケイマン：1,154+16輌（海兵隊、2007年7月）
- マックスプロ：1,200輌（国防総省、2007年5月末）、2輌（国防総省）
- マックスプロXL：16輌（国防総省）
- アルファ：100輌（海兵隊）
- クーガーHE 4x4、クーガーHE 6x6、バッファロー：合計2,200輌（アメリカ合衆国政府）

その他多数

## 車体の特徴
車体の側面や底面の装甲が強化されているほか、車体下部構造をボートの底面のようにV字型にすることで爆発のエネルギーを受け流すデザインが採用されている。V-hull shapeと呼ばれるV字型車体は、1980年代に南アフリカ共和国の装甲車両がナミビアにおける南西アフリカ人民機構（SWAPO）掃討作戦（South African Border War）やアンゴラ内戦への介入において敵が対戦車地雷を多用した戦訓を取り入れて採用し、その後、各国の対爆装甲車輌に模倣されたものである。
MRAP-Iの車輌に共通する点は、V字型で厚い底面装甲のために非常に車高が高く、車体全体の厚い装甲やそれらで増加した重い車体を高速で駆動するタイヤ、サスペンション、エンジンの拡大化が、さらに車体全体を巨大なものにしていることである。車両の装甲の一部は軽量な複合装甲が用いられているが、複合装甲は軽量化と引き替えに容積が大きくなる傾向があり、これがさらに車体を巨大化させている。遠方から容易に視認され大きな目標となるため正規戦用の兵器としては使えない。対爆戦闘に特化した装甲車両である。このため、米軍が現在保有しているMRAPの大半は将来的にはイラク、アフガニスタンの各政府および地域紛争を抱える国家に引き渡されると考えられている。

## 新たな脅威

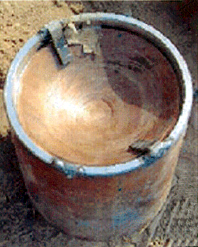
イラクで発見された爆発成形貫通体
中央がへこんだ銅板が見える

イラクでは爆発成形貫通体（en:Explosively formed penetrator、EFP）と呼ばれる成形炸薬弾（High Explosive Anti Tank、HEAT）に似た新たな脅威が登場していた。
従来の成形炸薬弾では細い逆円錐形であった金属ライナーが、新しいEFPでは手作りのへこんだ皿形の金属板が使用され、爆発時に細長くならずに弾丸状の塊で目標の装甲に高速で衝突するようになっている。成形される飛翔体が短いので戦車の装甲板は貫けないかもしれないが、成形炸薬弾に比べて有効距離であるスタンド・オフが長くとれ、金網などではあまり影響を受けないとされる。この新たな脅威がMRAP車輌にどれほどの威力があるかは未知数であった。イラク駐留軍にとって幸いなのは、EFPを使用した攻撃が2007年後半から大幅に減少し、これは主たる供給源とされたイランからの流入が減ったためではないかとされる。
従来型のIEDにしても、米軍のMRAP車輌に対して十分な加害効果があるまでゲリラ側が爆薬量を増やせば、移動車輌に装備できる装甲のレベルではどれだけ工夫しても被害は避けられない。ゲリラはすでに、最新のM1A2SEP エイブラムス主力戦車に対して対戦車地雷を複数積み重ねて使用することで、撃破することに成功している。

## 配備開始後の予定
2008年の時点で、MRAPプログラムの先頭に立っている米海兵隊は、現在、イラクやアフガニスタンの作戦地域で活動しているハンヴィーを全てこの車両に置き換える予定でいる。2007年度、アメリカ政府はMRAPの開発予算として11億ドル（2007年12月上旬のレートで約1,300億円）を割り当てた。
2007年末までに1,500輌、2008年3月までに6,415輌の購入分や、2008年予算での6,000輌、58億ドルの予算要求分を含めて、MRAP全体の総購入予想数は2008年初期時点では15,374輌程になる予定である。
MRAP計画に続く米国防総省の計画の1つとして、オシュコシュ社は、セラダイン（Ceradyne）社やアイデアル・イノベーションズ（Ideal innovations）社と共に、耐EFP性を備えた「ブル 高生存性市街戦車輌」（Bull highly survivable urban vehicle）という装輪装甲車を100輌分受注し、2008年中頃から生産する。この車両はオシュコシュ社が製造して海兵隊で採用されている7トントラック"MTVR"の車体を利用した派生車種である。
2008年夏頃には、アフガニスタンの厳しい地形に対応するため、より機動性を重視したMRAPである"MRAP All Terrain Vehicle"（M-ATV）の取得計画が開始された。M-ATVの選定ではRG-31やケイマンの改修型もコンペンションに参加したが、2009年にオシュコシュ社製のM-ATVが採用された。M-ATVは2010年3月までに8,722両がアメリカ軍に納入されている。

## IED対策費
MRAPの導入やハンヴィー、輸送トラックの装甲化などで米国のIED対策費は2006年で61億ドルを支出した。

## MRAP計画への参加メーカー

### MRAP-I カテゴリー1：MRAP-MRUV
- アーマーホールディングス（現・BAEシステムズ社） - ケイマン
- BAE システムズ・ランド・システムズ・サウス・アフリカ - RG-31、RG-33
- フォース・プロテクション（英語版）（現・ジェネラル・ダイナミクス・ランド・システムズ） - クーガーH 4x4
- ナビスター・インターナショナル - マックスプロ
- テキストロン・マリーン・アンド・ランド・システムズ（英語版） - M1117 ガーディアンASV 【脱落】
- プロテクテッド・ヴィークルズ、オシュコシュ・コーポレーション (共同開発) - アルファ 【脱落】

### MRAP-I カテゴリー2：MRAP-JERRV
- フォース・プロテクション（英語版） （現・ジェネラル・ダイナミクス・ランド・システムズ） - クーガーHE 6x6、クーガー JERRV
- BAE システムズ・ランド・システムズ・サウス・アフリカ - RG-33L
- ジェネラル・ダイナミクス・ランド・システムズ - RG-31E 6x6
- プロテクテッド・ヴィークルズ、ラファエル・アドバンスド・ディフェンス・システムズ (共同開発) - ゴラン
- ナビスター・インターナショナル - マックスプロXL
- アーマー・ホールディングス社（現・BAEシステムズ社） - ケイマン
- タレス・オーストラリア、オシュコシュ・トラック - ブッシュマスターIMV 【脱落】

### MRAP-I カテゴリー3：爆発物処理/IED除去車輌
- フォース・プロテクション（英語版） （現・ジェネラル・ダイナミクス・ランド・システムズ） - 「バッファロー MP/CV」

## 登場作品

### 漫画
『ゲート 自衛隊 彼の地にて、斯く戦えり』
漫画版において、米国から供与され自衛隊が特地に持ち込んだ装備の1つとしてマックスプロが登場。

### ゲーム
『ARMA 3』
各陣営に架空のMRAPが登場。
『ウォッチドッグス2』
サンフランシスコ市警やオークランドの警察が使用する。平時にはパトカーで駆けつけるが、手に負えない犯罪者に対してはこちらの車両で駆け付けてくる。
『バトルフィールド4』
米海兵隊側の装甲車としてクーガー装甲車が「MRAP」の名称で登場。